# Sciadia olivacea
Sciadia olivacea är en fjärilsart som beskrevs av W. Warren 1895. Sciadia olivacea ingår i släktet Sciadia och familjen mätare. Inga underarter finns listade.